# 尚普龙昂加蒂讷
尚普龙昂加蒂讷（法語：Champrond-en-Gâtine，法語發音：[ʃɑ̃pʁɔ̃ ɑ̃ ɡatin]）是法国厄尔-卢瓦省的一个市镇，属于诺让勒罗特鲁区。

## 地名
该地名“Champrond-en-Gâtine”发音为[ʃɑ̃pʁɔ̃ ɑ̃ ɡatin]，字母“p”发音，《世界地名译名词典》将其误译作“尚龙昂加蒂讷”。

## 地理
尚普龙昂加蒂讷（48°24'8"N, 1°4'32"E）面积33.68 平方千米，位于法国中央-卢瓦尔河谷大区厄尔-卢瓦省，该省份为法国北部内陆省份，北起顺时针与厄尔省、伊夫林省、埃松省、卢瓦雷省、卢瓦-谢尔省、萨尔特省和奧恩省接壤。
与尚普龙昂加蒂讷接壤的市镇（或旧市镇、城区）包括：勒蒂约兰、孔布尔、阿蓬维利耶、圣蒂尼。
尚普龙昂加蒂讷的时区为UTC+01:00、UTC+02:00（夏令时）。

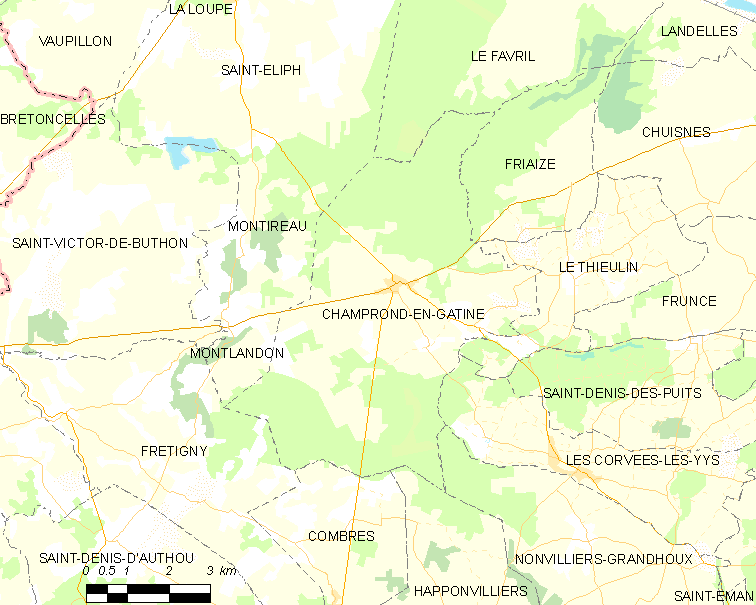
尚普龙昂加蒂讷的OSM定位图

## 行政
尚普龙昂加蒂讷的邮政编码为28240，INSEE市镇编码为28071。

## 政治
尚普龙昂加蒂讷所属的省级选区为诺让勒罗特鲁县。

## 人口

1962-2008年间尚普龙昂加蒂讷人口变化图示

尚普龙昂加蒂讷于2022年1月1日时的人口数量为733人。